# Gilberto Cezar Pavanelli
Gilberto Cezar Pavanelli (Londrina, 22 de abril de 1948) é um pesquisador em parasitas de peixes de água doce do Brasil.

## Biografia
Gilberto Cezar Pavanelli possui graduação em História Natural pela PUC-Paraná (1974), mestrado em Zoologia pela UFPR (1981) e doutorado pela mesma universidade (1991). Atualmente é professor titular da Universidade Estadual de Maringá. Publicou vários livros e capítulos de livros sobre parasitas e patologia de peixes, além de vários artigos científicos em revistas especializadas no Brasil e no exterior. Exerceu o cargo de Pró-Reitor de Pesquisa e Pós-Graduação (1998-2002) e o cargo de Reitor da Universidade Estadual de Maringá (2002-2006). É membro fundador do Nupélia (Núcleo de Pesquisas em Limnologia, Ictiologia e Aquicultura) da UEM, além de docente credenciado nos Programas de Pós-Graduação em Ecologia de Ambientes Aquáticos Continentais e Biologia Comparada, tendo orientado vários pós-graduandos em nível de mestrado e doutorado. Atualmente é Pesquisador Científico nível 1A do CNPq. Suas pesquisas referem-se aos parasitas de peixes, patologia e ecologia de parasitas de peixes de água doce.

### Formação Acadêmica
1. 1988 - 1991 Doutorado em Zoologia pela Universidade Federal do Paraná, UFPR, Brasil. Título: Proteocephalidea (Platyhelminthes-cestoda) parasitas de algumas espécies de peixes, em especial da família pimelodidae, do Rio Paraná, estado do Paraná.
2. 1979 - 1981 Mestrado em Zoologia pela Universidade Federal do Paraná, UFPR, Brasil. Título: Helmintofauna de Gallus gallus domesticus (Galliformes-phasianidae) criados em fundo de quintal no município de Maringá, PR.
3. 1978 - 1978 Especialização em Biologia Celular pela Universidade Estadual de Maringá, UEM, Brasil.
4. 1967 - 1974 Graduação em História Natural pela Pontifícia Universidade Católica do Paraná, PUC-PR, Brasil.

## Atividades Desenvolvidas
- Reitor da Universidade Estadual de Maringá: 2002/2006
- Pró-Reitor de Pesquisa e Pós-Graduação da UEM: 1998/2002
- Coordenador Programa de Pós-Graduação em Ecologia de Ambientes Aquáticos Continentais (Mestrado/Doutorado) – UEM: 1995/1998
- Coordenador Mestrado Interinstitucional	 UEM/FECILCAM
- Coordenador do Programa de Recursos Humanos para Atividades Estratégicas - RAHE/CNPq
- Coordenador do Programa de Apoio ao Desenvolvimento Científico e Tecnológico/Ciências Ambientais - PADCT/CIAMB
- Presidente da Associação Brasileira de Patologistas de Organismos Aquáticos - ABRAPOA
- Presidente do Conselho Paranaense de Pró-Reitores - CPPG

## Linhas de Pesquisa
Estudo dos Parasitas de Peixes de Água Doce
- Objetivos: Caracterização das relações entre os parasitos e seus hospedeiros (peixes) no que se refere aos fatores bióticos, abióticos e níveis fluviométricos. Caracterização das possíveis lesões determinadas pelos parasitas de peixes. Grande área: Ciências Biológicas / Área: Parasitologia / Subárea: Ecologia de parasitas e Helmintologia de Parasitos / Especialidade: Helmintologia Animal.

Setores de atividade: Pesca, Aquicultura e Maricultura.

## Homenagem
O Dr. Delane C. Kritsky da Idaho State University - EUA e Walter Boeger - UFPR homenagearam o pesquisador Gilberto Pavanelli atribuindo seu sobrenome a um gênero e uma espécie de novos parasitas de peixes, em 1998 - Pavanelliella pavanellii.